# Helena Valley West Central
Helena Valley West Central è un census-designated place degli Stati Uniti d'America, situato nella Contea di Lewis and Clark dello stato del Montana. Nel 2010 contava 7 883 abitanti.
Fa parte dell'area metropolitana di Helena.